# Chiesa di Santa Maria del Pantano
La chiesa di Santa Maria del Pantano, o più precisamente la chiesa di Santa Maria Assunta del Pantano, è una pieve romanica situata nei pressi di Galeata. Si tratta di un luogo sussidiario di culto della parrocchia di Galeata, facente parte della Diocesi di Forlì-Bertinoro.
La denominazione deriva dal fatto che una sorgente vicina creava in passato acquitrini paludosi. Altre chiese presentano denominazione simile, anche se non hanno alcun legame con la presente: una chiesa nel comune di Montegallo nei Monti Sibillini (andata quasi completamente distrutta nel sisma del  30 ottobre 2016) e la Chiesa di Santa Maria in Pantano, in provincia di Perugia.

## Storia
La chiesa ha origini antiche, si presume risalga al IX secolo, legata da sempre a un monastero degli Agostiniani. La data ufficiale di consacrazione della chiesa è considerata 23 dicembre 1295 ai tempi di Bonifacio VIII, come risulta da un antico documento.
L'analisi della costruzione evidenzia fasi costruttive diverse, testimoniate dalle strutture murarie, così come dalla variazione di grandezza avvenuta anche a favore della canonica che, addossata all'edificio, ha sottratto una parte della navata.
Fra i secoli XIV e XVI la chiesa viene decorata con affreschi di cui restano solo alcuni lacerti strappati e trasferiti nel Museo Civico Mambrini di Galeata.
Resta traccia anche di alcuni restauri nel 1630, nel 1857 e infine nel 1956.
Il 4 luglio 1705 Monsignor Giovanni Battista Missiroli, vescovo di Bertinoro (diocesi a cui la chiesa era soggetta) e marchese di Valdoppio compie una visita pastorale a chiesa e convento e trova il luogo in stato di abbandono. Due monaci vivevano presso la chiesetta della Madonna dell'Umiltà, mentre il priore Padre Francesco Ostili di Galeata non vestiva abito adeguato e si recava spesso fuori del monastero. Alla fine del secolo, nel 1783, con la soppressione del convento di Pianetto, anche quello del Pantano viene chiuso e la pieve viene affidata a un parroco che però mantiene il titolo di priore, dato che permane il ricordo della destinazione conventuale del complesso.

## Descrizione

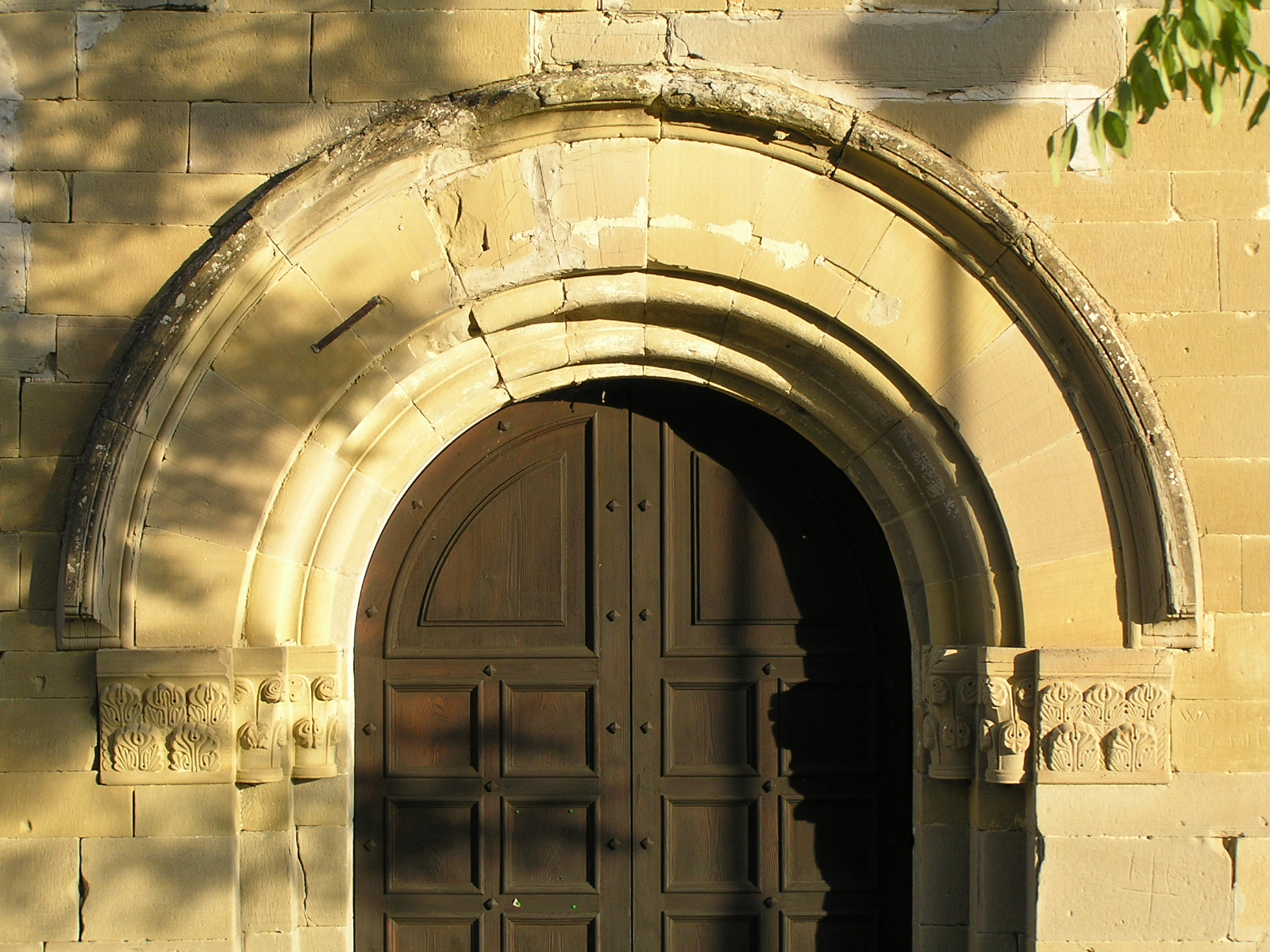
Portale della chiesa

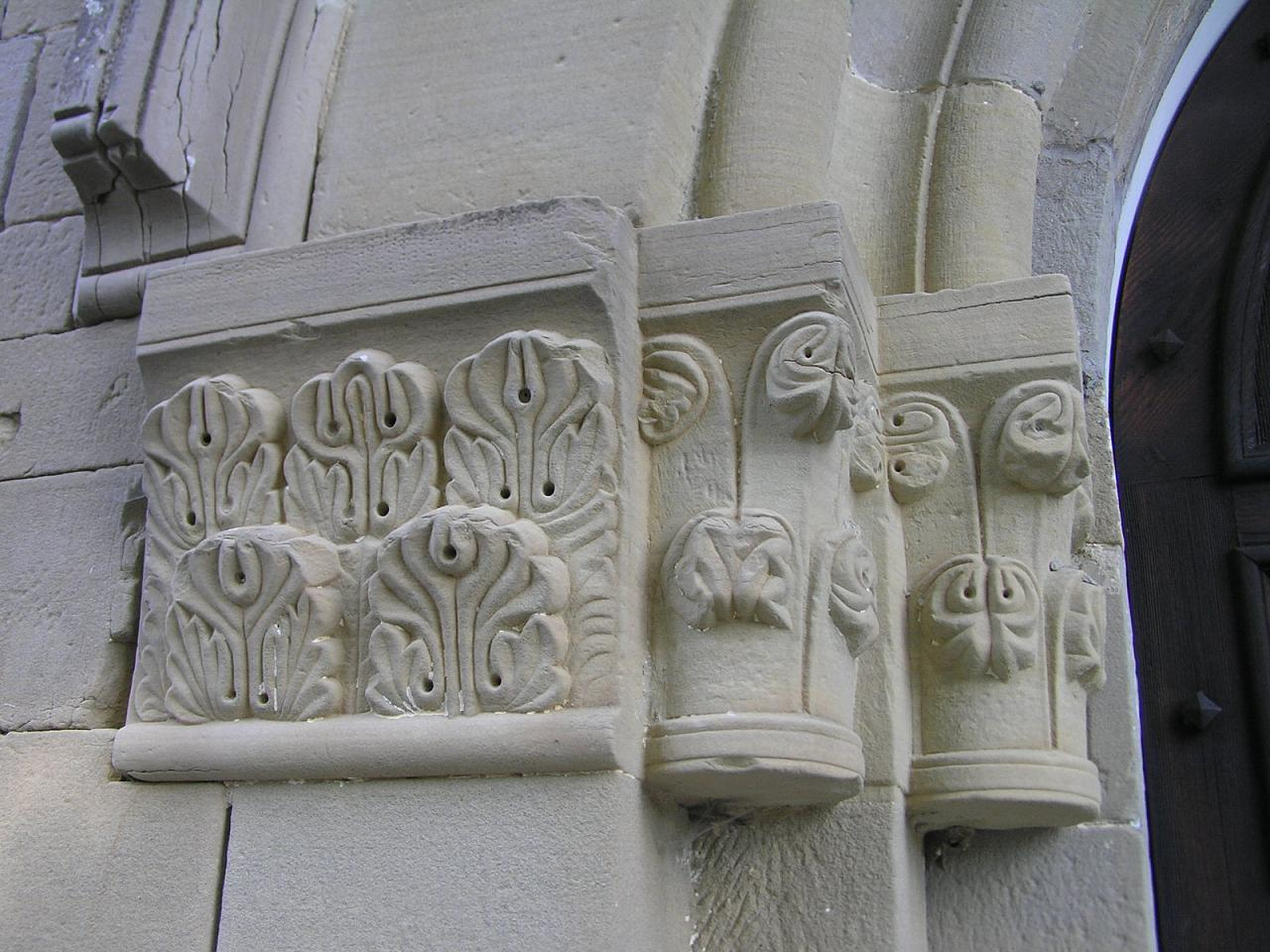
Particolare dei capitelli

La chiesa si presenta con un aspetto che non dev'essere molto differente da quello delle origini.
Il materiale costruttivo è la pietra arenaria squadrata in grandi blocchi posti a filaretto nella parte inferiore della facciata, più piccoli, irregolari a giunti stuccati nella parte alta della facciata e sui fianchi. La facciata a capanna presenta una divisione orizzontale ottenuta mediante un cornicione. La finestra della facciata è stata aperta più recentemente. Il portale, dalla ghiera semicircolare in forte rilievo è caratterizzato da quattro capitelli a foglie d'acanto stilizzate perfettamente conservati. Sul fianco destro la sagoma evidenziata dai blocchi quadrati di un portale laterale dove ora è una finestra, arbitrariamente aperta in periodo più tardo, una finestra tamponata presumibilmente originale visibile anche all'interno e la lesena in pietra dai bei conci squadrati tra le due finestre sono testimonianze del periodo romanico della chiesa. Traccia meno visibile, se non nella festività del 15 agosto (unico giorno in cui la chiesa è aperta, in occasione della processione dell'Assunzione) è il piccolo sistema di volte che sorreggeva il primo piano dello scomparso campanile della pieve, un piccolo ambiente in cui si riconoscono gli archi a tutto sesto e la tipica muratura romanica. Il piccolo campanile superstite è invece a vela e si trova sopra l'edificio della canonica perché probabilmente quest'ultima si è espansa, occupando una parte che in precedenza apparteneva alla chiesa.

### Affreschi
Dalla chiesa provengono tre affreschi strappati e conservati al museo civico e archeologico Mambrini, che ha ora sede nel rinascimentale convento dei frati minori di Pianetto.
L'affresco più antico, risalente al XIV secolo, al 1330 circa, è una Madonna dell'Umiltà. La porzione superstite misura 106x128 centimetri. Raffigura la Vergine che allatta il Bambino, seduta su un cuscino, senza trono. La Madonna si china verso il figlio, che si avvicina al seno, ma si rivolge agli spettatori. Le teste presentano aureole e intorno alle figure si notano tracce di una raggera incisa. Lo sfondo è azzurro. Al di sopra della Vergine con il Bambino compaiono due schiere di angeli musicanti. Racchiude il tutto un rettangolo conservato parzialmente realizzato in verde e rosso. Le due figure principali sono composte in maniera piramidale a sua volta inscrittibile in un quadrato, il che conferisce al gruppo un'importanza statuaria, accentuata dal criterio gerarchico che lo vede di dimensioni maggiori rispetto agli angeli. Stilisticamente l'opera dovrebbe essere un esempio precoce di un tema che va diffondendosi lungo il Trecento e presenta influssi giotteschi, forse derivati da un contatto con i seguaci riminesi di Giotto. Lo stato di conservazione si rivela non ottimale in vari punti, in particolare in corrispondenza dello sguardo di Maria. 
Gli altri affreschi sono stati rinvenuti nel corso del restauro del 1956 nel muro perimetrale dell'antica abside. Si tratta di altre due raffigurazioni della Madonna con il Bambino presumibilmente risalenti al XV secolo, riconducibili alla scuola del Ghirlandaio.